# ヤン＝アリー・ファン・デル・ハイデン
ヤン＝アーリー・ファン・デル・ハイデン（オランダ語: Jan-Arie van der Heijden, 1988年3月3日 - ）はオランダ・南ホラント州ライデン出身の元サッカー選手。現役時代のポジションは、ディフェンダー。

## クラブ経歴

### ユース
ファン・デル・ハイデンはスホーンホーフェンで育ち、弟と共にVVスホーンホーフェンでサッカーを始めた。2001年にアヤックス・アムステルダムにスカウトされ、そのユースに移る。サッカーキャリア以外にもスポーツと経済の分野でhbo(高等教育)の授業を受けていたが、修了はしなかった。A1では監督 Sonny Silooyによってキャプテンに選ばれ、ヨングでもアロン・ヴィンターによって同じ役目を担った。

### アヤックス
2007年11月4日に19歳でプロデビュー。監督のアドリー・コスターがローダJC戦で60分にロベルト・スヒルデルと交代で投入し、ファン・デル・ハイデンのクロスからデニス・ロンメダールが4-2の最終スコアとなるゴールを決めている。12月終わりにはエクセルシオール・ロッテルダム戦で2試合目の出場を果たしたが、その後ヘルニアを痛めている。2008-09シーズンには、膝の怪我のリハビリが長く掛かり2009年3月まで離脱していた。復帰以後はヨングで数試合調整し、5月10日のリーグ戦最終節のFCトゥウェンテ戦でベンチ入りしたが出場はしなかった。

### ヴィレムII
2009-10シーズンは、アヤックスからヴィレムIIにレンタルされ、コントロールMFかリベロとしてプレーした。VVVフェンロー戦ではフリーキックからGKケヴィン・ベジュワを破る決勝点でトップチームでの初ゴールを決めている。2010年7月、翌シーズンも出場機会が見込めないと判断したアヤックスはヴィレムIIともう1年のレンタル延長で合意したが、ヴィレムIIでの2シーズン目でヴィレムIIはエールディヴィジ最下位に終わる。このシーズン、VVVフェンロー戦では数分間キャプテンマークを巻いた。

### フィテッセ
2011年3月にアヤックスはプレシーズンでファン・デル・ハイデンをテストすることを発表したが、クラブから力不足を判断されて選外になった。FCユトレヒトとSCヘーレンフェーンが関心を示していたが、8月18日、フィテッセに移籍した。2013年夏までとさらに2シーズンの延長オプション付きの契約を結んだ。
移籍2日後にフィテッセでデビュー。FCユトレヒト戦で61分にユリアン・イェネルとの交代で途中出場した。2011年12月4日にはRKCヴァールヴァイク戦で初ゴールを決めている。フィテッセでは背番号4を付けていたが、2013年2月28日にテオ・ボスが死去したことを受けてフィテッセは背番号4を欠番にすることを決定し、ファン・デル・ハイデンの背番号は23に変更された。
ユース時代から生来のコントローラーとしてプレーしてきたファン・デル・ハイデンを2013-14シーズンにフィテッセの監督に就任したフレッド・ルテンは本格的にCBにコンバートした。これが彼のその後のキャリアを決定づける決断となり、グラム・カシアとの強力なCBコンビでフィテッセを牽引する存在となった。
2013年3月にクラブは契約延長オプションを行使し、2015年夏まで延長した。2015年5月31日にUEFAヨーロッパリーグ・プレーオフを制し、ファン・デル・ハイデンは契約終了でフィテッセを退団した。

### フェイエノールト
2015年夏にフリーとなり、国外へのステップアップの希望を表明していたが、フェイエノールトのオファーを受けて3年契約を結び、背番号は6番に決まった。8月8日、FCユトレヒト戦でイェンス・トールンストラとの交代で途中出場し移籍後初出場を果たした。このシーズン、エールディヴィジで19試合に出場したが、多くが途中出場でスタメンの座を掴むことはできず、"アヤックス的"な『テクニカルだが競り合いに淡泊』な印象でスピードも欠けているために補強の失敗例と見られていた。
しかし翌シーズンはスフェン・ファン・ベークが負傷離脱したことでファン・デル・ハイデンはようやく継続的にスタメン出場するようになると、夏にErrol Esajasの指導によるパワートレーニングの効果もあって、見違えるような力強い守備でエリック・ボテギンとの強力なCBコンビを形成した。"フェイエノールト的"なファイティングスピリットを見せた上、さらに時たま披露する相手の守備を切り裂くドリブルで一気にサポーターの人気者にまでなると、そのテクニカルなドリブルから、鋏を意味するオランダ語"Schar"を捩ってヤン・スハーリー(Jan-Scharie)のニックネームで呼ばれるようになった。2016年12月11日のAZ戦でフェイエノールトでのリーグ戦初ゴールを決め、アウェーボックスのサポーターに向けて両手での鋏のジェスチャーで声援に応えている。このシーズン主力として優勝に貢献、2017年7月11日に2020年まで契約を更新した。

### ヴィレムII復帰
2020年10月5日、ヴィレムIIに1年契約で復帰した。

## タイトル
フェイエノールト
- KNVBカップ : 2015-16, 2017-18
- エールディヴィジ : 2016-17
- ヨハン・クライフ・スハール : 2017, 2018

## 参照
1. ↑  http://www.ajaxinside.nl/items/lees/168/Special-Jan-Arie-van-der-Heijden-een-geboren-controleur
2. ↑  http://www.parool.nl/parool/nl/4164/EREDIVISIE/article/detail/3538104/2013/11/03/Mooiste-compliment-krijgt-Van-der-Heijden-van-De-Boer.dhtml
3. ↑  http://www.bd.nl/sport/voetbal/willem-ii/ajax-verhuurt-van-der-heijden-weer-aan-willem-ii-1.1111452
4. ↑  http://www.elfvoetbal.nl/nieuws/123293_jan-arie-van-der-heijden-terug-naar-ajax
5. ↑  nl:Jan-Arie van der Heijden#cite_note-5
6. ↑  hnl:Jan-Arie van der Heijden#cite_note-6
7. ↑  http://www.omroepgelderland.nl/web/sport/betaald-voetbal/2001541/vitesse-zonder-rugnummer-4-uit-eerbetoon-voor-bos.htm#.UTY0r1ez5I0
8. ↑  http://www.vitesse.nl/vitessenl/nieuws/detail/3372
9. ↑  http://www.voetbalzone.nl/doc.asp?uid=242032
10. ↑  http://www.feyenoord.nl/nieuws/nieuwsoverzicht/van-der-heijden-tekent-voor-drie-jaar-bij-feyenoord
11. ↑  http://www.elfvoetbal.nl/nieuws/424399_de-wolf-van-der-heijden-is-meer-een-verdedigende-middenvelder
12. ↑  http://www.vi.nl/nieuws/van-der-heijden-viert-feyenoordprimeur-als-janscharie.htm
13. ↑  https://www.feyenoord.nl/nieuws/nieuwsoverzicht/van-der-heijden-verlengt-%E2%80%98mooie-uitdagingen%E2%80%99
14. ↑  “Van der Heijden terug in Tilburg” (オランダ語). willem-ii.nl.   Willem II (2020年10月5日). 2023年5月26日閲覧。